# Вірт (роман)
Вірт (англ. Vurt) — науково-фантастичний роман британського письменника Джеффа Нуна 1993 року. Це дебютний роман як для самого письменника так і для невеликого видавництва Ringpull. Переміг у премії Артура Кларка 1994 року, а згодом увійшов до списку найкращих романів дев'яностих.

## Короткий опис сюжету
Роман Вірт являє собою розповідь про головного героя Скріббла і його «банду», Stash Riders, під час пошуків його зниклої сестри Дездемони. Дія роману відбувається в альтернативній версії міста Манчестера (Англія), де суспільство сформоване Віртом, галюциногенною альтернативною реальністю, у яку можна потрапити ковтнувши кольорову пір'їну. Завдяки певному механізмові, який у романі залишається непоясненим, сновидіння, міфологія, і уява людства досягли у Вірті об'єктивної реальності й стали «реальними».
До початку роману Скріббл і його сестра здійснюють подорож у вірт, який називається англійським Вуду. Однак після пробудження Скріббл виявляє, що його сестра зникла. Натомість із вірту вилазить аморфне напіврозумне створіння якому Менді, товариш по Stash Riders, дає прізвисько «Істота з космосу». Відтоді Скріббл намагається роздобути рідкісну і контрабандну пір'їну під назвою Curious Yellow, яка допоможе йому знайти свою сестру.

## Персонажі
- Скріббл — головний герой і оповідач.
- Дездемона — сестра Скріббла.
- Біттл — водій і неофіційний лідер «банди» Stash Riders.
- Бріджет — shadowgirl, учасниця Stash Riders, коханка Бітла і потужний екстрасенс.
- Менді — новачка Stash Riders.
- Істота з космосу — створіння зі світу Вірт.
- Ігровий Кіт — маестро, майже міфічна істота, яка знає і ділиться інсайдерською інформацією у своєму періодичному виданні «Game Cat».

## Літературна значимість і прийняття
Вірт досягнув як комерційного успіху так і визнання серед критиків, здобувши похвали науково-фантастичної спільноти і літературних кіл. З точки зору стилю його порівнювали з кіберпанківським романом Вільяма Гібсона під назвою Нейромант, а також книгою Ентоні Берджеса Механічний апельсин.
У книзі High Anxieties, яка досліджує сучасну концепцію залежності, Скріббл наведений як приклад персонажа, що проміняв залежність на шанс на трансцендентність. Броуді та його співавтор вбачають в тому, як Скріббл інкорпорував технологію Вірт у своє біологічне тіло, метафору одкровення, якого можна досягти через вживання наркотиків. Вони зазначають, що співвідношення між дійсністю і Віртом виражається через Постійну Гобарта, або «Н» — яка, як стверджує Броуді «не випадково збігається з жаргонною назвою героїну.»
Книга заробила і критичні відгуки, через свою неправдоподібну науку та «дикий і калейдоскопічний», і все ж незадовільний, сюжет. Entertainment Weekly вважав, що Вірт не заслужив на премію Артура Кларка 1994 року, заявивши, що «сентиментальний інцест книги і самовихваляння підлітків… жодного разу насправді не приголомшують і не непокоять.»

## Алюзії та посилання
Джефф Нунн стверджує, що Вірт спочатку починався як адаптація роману Саду тортур , анти-авторитарного роману, написаного Октавом Мірбо на рубежі 20-го століття. Нун, який незадовго до цього прочитав про технологію віртуальної реальності в журналі Mondo 2000, зображує сад тортур у віртуальному світі. Також він віддає належне книзі Джозефа Кемпбелла герой з тисячею облич як джерело натхнення для оповідної структури Вірта.
Персонаж Дездемона заснований на однойменному персонажі Вільяма Шекспіра п'єси Отелло. Перо Curious Yellow — ймовірний натяк на шведський фільм 1967 року Я допитлива — фільм у жовтому, що подібно до роману використовує нелінійну структуру оповіді та постмодерністські прийоми. У книзі також можна побачити посилання на комп'ютерні хробаки (Вірт пронизаний віртуально-реальними зміями, які поширюються від гри до гри, подібно до розмноження комп'ютерних хробаків, що заражають програми).
Вірт описували як переказ подорожі Орфея в потойбічний світ. Орфей і Скріббл обидва поети, музиканти, і кожен намагається визволити своїх ідеалізованих коханок з тенет альтернативної реальності. Як вказує Джоан Гордон, кіберпростір є «зворотним боком буття людини» і тому подорож у віртуальну реальність можна порівняти з міфічною подорожжю до спільноти мерців. Крім того, міф про Орфея, як і Вірт, досліджує, що значить бути людиною супроти не-людини; Орфей зустрічає мертвих, а Скріббл — віртуальне моделювання, створене за допомогою комп'ютерів.
Є кілька алюзій на розповіді Льюїса Керролла, наприклад герой заходить в клуб під назвою Хлив'язкі тхурки, яка є цитатою з вірша Керролла Бурмоковт.

## Адаптації

### Комікси
Було кілька адаптацій роману у формі коміксів, найбільш помітна Vurt — жартівливий Ремікс [Архівовано 3 березня 2016 у Wayback Machine.] роботи Лі О'Коннора.

### Ігри
У серпні 2015 року Ravendesk Games провели на Kickstarter кампанію, яка успішно зібрала кошти на фінансування версії Вірта у вигляді настільної рольової гри. Кампанія досягла своєї мети лише за десять днів, засвідчивши існування певного культу серед шанувальників роману.

### Кіно і телебачення
Хоча 2002 року Нун почав роботу над сценарієм до кіноверсії Вірт, режисером якої мав стати Іен Софтлі, але відтоді заявляв на своєму вебсайті, що «з фільмом Вірт наразі все глухо. Даремно не сподівайтесь.»

### Театр
У 2000 році Ліам Стіл здійснив постановку Vurt: The Theatre Remix, яка тривала три тижні в Contact Theatre в Манчестері.

## Відзнаки
Джефф Нун отримав за роман Вірт Премію Джона В. Кемпбелла найкращому новому письменнику-фантасту 1995 року.

## Видання до 20-ї річниці
2013 року з'явилось видання до 20-ї річниці появи роману, з трьома новими розповідями і передмовою Лорен Б'юкс.